# Tibor Jančula
Tibor Jančula (* 16. června 1969, Bernolákovo) je bývalý slovenský fotbalista, útočník. Jeho otec Tibor Jančula byl ligovým fotbalistou Trnavy.

## Fotbalová kariéra
V mládežnických kategoriích hrál za Bernolákovo a Ivanku pri Dunaji. Profesionálně hrál za ČH Bratislava, FC DAC 1904 Dunajská Streda, FK Viktoria Žižkov, SV Austria Salzburg, ŠK Slovan Bratislava, Fortunu Düsseldorf, KSK Beveren, Ferencváros a FC Družstevník Báč. Za slovenskou reprezentaci nastoupil v 29 utkáních a dal 9 gólů. Třetí nejlepší střelec české ligy 1995. Mistr Rakouska 1997 a mistr Slovenska 1999.

## Ligová bilance
| Ročník                                   | Zápasy | Góly | Klub                 |
| ---------------------------------------- | ------ | ---- | -------------------- |
| 1. československá fotbalová liga 1990/91 | 28     | 6    | DAC Dunajská Streda  |
| 1. československá fotbalová liga 1991/92 | 23     | 3    | DAC Dunajská Streda  |
| 1. československá fotbalová liga 1992/93 | 25     | 7    | DAC Dunajská Streda  |
| 1. česká fotbalová liga 1993/94          | 22     | 5    | FK Viktoria Žižkov   |
| 1. česká fotbalová liga 1994/95          | 25     | 10   | FK Viktoria Žižkov   |
| Rakouská fotbalová Bundesliga 1995/96    | 26     | 7    | Austria Salzburg     |
| Rakouská fotbalová Bundesliga 1996/97    | 23     | 2    | Austria Salzburg     |
| 1. slovenská fotbalová liga 1996/97      | 13     | 0    | ŠK Slovan Bratislava |
| 2. německá fotbalová Bundesliga 1997/98  | 15     | 2    | Fortuna Düsseldorf   |
| 1. belgická fotbalová liga 1997/98       | 7      | 2    | KSK Beveren          |
| 1. slovenská fotbalová liga 1998/99      | 16     | 9    | ŠK Slovan Bratislava |
| 1. slovenská fotbalová liga 1999/00      | 21     | 4    | ŠK Slovan Bratislava |
| 1. slovenská fotbalová liga 2000/01      | 29     | 17   | ŠK Slovan Bratislava |
| 1. maďarská fotbalová liga 2001/02       | 9      | 1    | Ferencváros          |
| CELKEM 1. ligy                           | 267    | 73   |                      |